# Abington (New South Wales)
Abington ist ein ländlicher Ort in New South Wales, Australien. Die kleine Siedlung gehört zur Local Government Area Uralla Shire.

## Geographie
Abington liegt im Nordosten des Bundesstaates rund 400 Kilometer nördlich von Sydney und fast gleich weit entfernt von Brisbane. Der nächstgrößere Ort ist Armidale, etwa 40 Kilometer Luftlinie im Südosten.
Der Ort erstreckt sich am Ostufer des Gwydir River in den westlichen Ausläufern der Great Dividing Range auf einer Höhe von rund 700 m.
Mit 0,2 Einwohnern/km² ist der Ort sehr dünn besiedelt.

## Demographie
Mit Stand von 2021 hatte Abington 29 Einwohner, von denen 20 die australische Staatsangehörigkeit besaßen. Das Medianalter lag bei 42 Jahren. Das mittlere Einkommen pro Person betrug 1075 Australische Dollar, das mittlere Haushaltseinkommen lag bei 2374 AU$, womit es zu den höheren Haushaltseinkommen im landesweiten Vergleich (1746 AU$) zählt.